# Cité libre (revue)

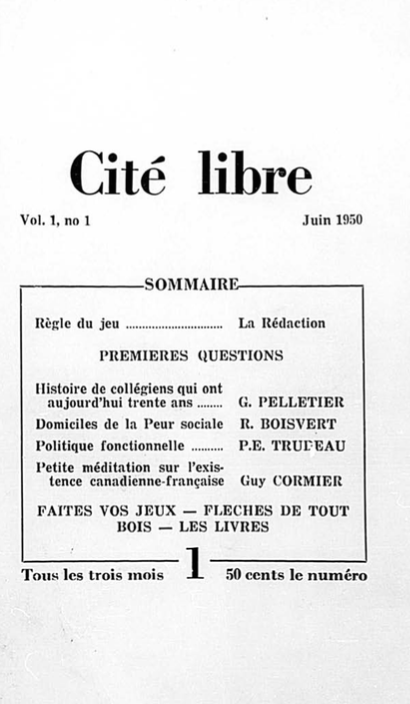
Cité libre. Page Couverture du numéro 1, juin 1950.

Cité libre est une revue d’idées québécoise, fondée à Montréal en 1950. Elle cesse de paraître une première fois en 1972, pour revenir entre 1991 et 2000. 

## Les débuts
Durant sa première année d’existence, l’équipe de rédaction ne publie qu’un seul numéro, soit celui de juin 1950 ; de 1950 à 1959, on compte au total vingt-trois numéros publiés de façon irrégulière. De 1959 à 1966 cependant, Cité libre ajoute la mention « Nouvelle série » à son bandeau et paraît avec une fréquence mensuelle plus stable ; ainsi, durant cette période de six ans, Cité libre sortira soixante-cinq fois. La revue devient les Cahiers de Cité libre de 1966 à 1971 ; seize numéros paraissent sous cette bannière mais conservent la mention « Nouvelle série » à son bandeau. Cité libre ne paraît pas de 1971 à 1990. Elle reparaît en 1991 sous son nom originel et publie cinquante-neuf numéros au cours des neuf années suivantes ; en 2000, Cité libre publie son numéro d’été (no 3) consacré à son 50e anniversaire et, à l’automne (no 4), ce qui sera son ultime numéro, « Numéro spécial en hommage à Trudeau »,.
« Cité libre est la revue d'idées québécoise la plus connue des années 1950.» (…) « Perçue comme la revue d’une génération de penseurs influents, elle naît à une époque ponctuée de signes de mécontentement face au traditionalisme de la société québécoise et du gouvernement de Maurice Duplessis » – Extraits de la notice descriptive de la Collection numérique de Cité libre (1950-2000). « L’apport de Cité libre, dans l’évolution de la société canadienne-française, a été considérable. En 1950, le cléricalisme et le duplessisme régnaient en maîtres absolus au Québec. La tradition et le principe d’autorité étaient indiscutables pour qui voulait éviter de passer pour communiste ».
Le numéro 1 de la revue paraît un an après la fin de la grève de l'amiante, un tournant de l’histoire du Québec, et de l’exil de Mgr Joseph Charbonneau, archevêque de Montréal, contraint de démissionner par le pape Pie XII sous la pression de l’épiscopat québécois,, et deux ans après la parution du Refus global.

## Origine du nom
Le nom de la revue, Cité libre, a été trouvé par Alec Pelletier (née Alexandrine Leduc), l’épouse de Gérard Pelletier. L’adresse civique de la revue qui apparaît dans le numéro 1, 3834 rue Prud’homme, à Montréal, est celle de l’appartement d’un des membres du noyau d’origine de l’équipe de rédaction, Jean-Paul Geoffroy.

## Tirage et influence
Les premiers cinq cents exemplaires du numéro 1 de Cité libre ont été distribués au milieu de l’été 1950. Le tirage du périodique a varié de cinq cents à sept mille cinq cents exemplaires. « Le maximum de cette fourchette, extrapolé à l'échelle de la population de la France, équivaudrait là-bas à un tirage de soixante-cinq mille, ce que ni Esprit, ni Les Temps modernes, ni La Nouvelle Revue française (NRF) n'ont jamais atteint — et ces revues ont quand même exercé une influence indéniable », déclare Gérard Pelletier. Même dans la période 1950-1960, alors que le tirage ne dépassait pas les deux mille exemplaires au Québec, la revue rejoignait un public important : …« des militants et des permanents syndicaux de la base jusqu'à des professeurs et des recteurs d'université (ces derniers nous lisant avec beaucoup moins de sympathie), en passant par d'ex-dirigeants de la J.E.C. devenus artistes peintres, avocats, ingénieurs ou vicaires de paroisse. De plus, joyeux paradoxe, nos idées étaient très souvent répercutées par les périodiques (à forts tirages) du parti au pouvoir et du clergé, quand l'un ou l'autre nous prenait à partie », ajoute-t-il. L’historien Pierre Pagé, citant l’article  de Gérard Pelletier, « Cité libre et ses lecteurs » (Cité libre, mai 1961), souligne qu’un appel aux lecteurs a rassemblé en colloque quelque 600 personnes en mars 1961. 
Sa grande influence sur les élites ecclésiastiques et politiques du Québec s’est surtout manifestée durant les années 1950 à 1960. « Le combat de Cité libre, le destin de ses idées et de nombre de ses rédacteurs, tout comme l'évolution idéologique et politique du Québec, ont tracé, de 1950 à aujourd'hui, une trajectoire intellectuelle qui part de cette revue ».
« Au tout début des années 1960, l'influence de Cité libre demeure importante. Mais dans le contexte de la nouvelle effervescence politique et intellectuelle, la revue perd peu à peu le quasi-monopole d'expression théorique qu'elle détenait dans la période antérieure ». Une fois la liberté de parole acquise, la revue ne pouvait plus demeurer l’organe de la gauche chrétienne au Québec, « car il n’existait plus l’objectif commun à atteindre, ni même un adversaire à combattre. Les divergences de pensée se sont donc manifestées rapidement. Les hommes de gauche avaient, outre des idéologies diverses, des intérêts et des préoccupations différentes. La publication de nouvelles revues, telles Maintenant et Parti pris firent éclater au grand jour ces divergences ».

## Propriété et direction
« Personne ne possède la revue, écrit Gérard Pelletier. J'en puis résumer le fonctionnement administratif en cinq lignes. Tiré à cinq cents exemplaires, notre premier numéro nous coûtait deux cent cinquante dollars. Les dix collaborateurs réguliers ont misé chacun vingt-cinq dollars et sont rentrés dans leurs fonds en distribuant cinquante exemplaires à cinquante cents » – « Cité libre confesse ses intentions », Cité libre, numéro 2, février 1951, page 7. (…) « Cité libre n’avait pas de directeur », écrit Gérard Pelletier dans son autobiographie. « Elle était « rédigée par une équipe » qui avait une «horreur commune de tout caporalisme». Certes, cet esprit communautaire imposait une « gymnastique intellectuelle peu commune ». C’est l’équipe seule qui décidait d’accepter ou de rejeter un texte ».
La revue est donc la propriété de « L’Équipe de rédaction » de 1950 à 1960, puis du Syndicat coopératif d’édition Cité libre, de 1960 à 1971. Lorsqu’elle est rééditée en 1991 après quelque vingt années de silence, Cité libre devient la propriété de Cité libre Information, une compagnie incorporée le 10 février 1992 en vertu de la Partie III de la Loi sur les compagnies du Québec, soit une entreprise sans but lucratif. « Comme c’était le cas pour l’ancienne coopérative, tous les membres de cette corporation sont les propriétaires de la revue » – Cité libre, janvier-février 1995.
Quant à la direction de la rédaction proprement dite, elle est collégiale jusqu’en 1955 et assumée par « l’équipe », au sein de laquelle Gérard Pelletier et Guy Cormier y jouent un rôle pivot. À compter du numéro de février 1955, cependant, la revue publie un cartouche qui précise qu'elle est dirigée par Gérard Pelletier et Pierre Elliott Trudeau, identifiés alors comme codirecteurs, de 1955 à 1959 et en 1962-1963, puis par Gérard Pelletier et un directeur adjoint (d’abord Jean-Charles Falardeau, de janvier-février 1960 à février 1961, ensuite Pierre Elliott Trudeau, de mars 1961 à décembre 1961) ; Jean Pellerin (1917-2001) et Pierre Vallières (1938-1998) deviennent co-directeurs de janvier à mars 1964, puis Jean Pellerin assume seul la direction de Cité libre d’avril 1964 à juillet-août 1966. Après la métamorphose de Cité libre en les Cahiers de Cité libre, la publication est dirigée par Jacques Tremblay. Lorsque Cité libre renaît en 1991, elle est dirigée par Anne-Marie Bourdouxhe.

## Les dix cofondateurs
Les dix cofondateurs de Cité libre sont des intellectuels québécois dans la trentaine, majoritairement issus de la classe ouvrière extérieure à Montréal, formés dans les collèges classiques, ayant été pour la plupart très actifs dans le mouvement de la Jeunesse étudiante catholique (J.E.C.) dans les années 1930 et 1940, et très inspirés par la philosophie personnaliste d’Emmanuel Mounier et la revue française Esprit ; ils étaient tous déjà engagés professionnellement, occupant des fonctions dans l’enseignement, le journalisme, le syndicalisme et le droit,, :
Maurice Blain (Collège Sainte-Croix), Réginald Boisvert (École supérieure du Sacré-Cœur de Grand-Mère), Guy Cormier (Séminaire de Sherbrooke),, Jean-Paul Geoffroy (Collège Bourget), Pierre Juneau (Collège Sainte-Marie), Jean Le Moyne, (Collège Sainte-Marie), Gérard Pelletier (Séminaire de Nicolet et Collège de Mont-Laurier), Roger Rolland (Collège Jean-de-Brébeuf), Pierre Elliott Trudeau (Collège Jean-de-Brébeuf), Pierre Vadeboncœur (Collège Jean-de-Brébeuf).

### Trudeau
Le premier numéro de Cité libre est « distribué » le soir du 14 juillet 1950 dans un chalet de l’Île Perrot. Et, raconte Gérard Pelletier, c’est ce même soir qu’une discussion « courtoise mais très vive » a lieu « à propos de la participation de Pierre Elliott Trudeau ». On ne reprochait pas à Trudeau sa pensée mais « ses origines, son milieu, ses relations mondaines ». Il n’était pas un ancien jéciste et « sortait d’une boîte de Jésuites où jamais la J.E.C. n’avait pénétré! », écrit Pelletier. Trudeau n’était pas « du peuple », au sens ouvriériste et non politique du terme. C’est finalement le point de vue de Pelletier, qui disait en avoir assez des cénacles et des chapelles, voulant plutôt une équipe tous azimuts, qui l’emporta et « Trudeau resta ». Mais ce malaise semble avoir persisté pendant un certain temps. Cependant, le numéro 3 de mai 1951 publie un article sur la Guerre de Corée intitulé « Positions sur la présente guerre », un texte signé Cité libre mais rédigé par Trudeau. Gérard Pelletier écrira en 1983 : « Après cet article, non seulement Pierre fut intégré de plein droit à la rédaction de Cité libre mais il en devint un animateur indispensable. Un numéro de la revue qui n’affichait pas son nom au sommaire paraissait terne à nos lecteurs les moins exigeants ».
D’autres collaborateurs non moins célèbres se joindront au fil des années subséquentes à l’équipe du départ, dont Fernand Dumont, Yvan Lamonde, Albert Béguin, Jean-Marc Léger, Adèle Lauzon, Pauline Lamy, René Lévesque, Léon Dion, Gilles Marcotte, Jean Paré, Naïm Kattan, Pierre Laporte, Marcel Rioux, Jeanne Sauvé, Jacques Hébert (homme politique, 1923-2007), Guy Rocher, Vincent Lemieux, pour ne nommer que ceux-là.

## Le Credo deCité libre
Gérard Pelletier, identifié comme « principal fondateur et animateur de Cité libre » par le sociologue Jean-Philippe Warren, écrit dans ses « souvenirs » de la fondation de la revue : « Cité libre voulait mettre fin à l’anticléricalisme de salon. Nos dénonciations seraient publiques et clairement formulées, au nom des principes que l’Église elle-même nous avait enseignés. Ceux d’entre nous qui n’étaient pas issus de la J.E.C. partagèrent d’emblée cette résolution. La promotion ouvrière ne laissait indifférent aucun membre de l’équipe. Avec le sens de la liberté, elle constituait, je crois, le terrain d’entente, l’accord préétabli qui ne fit jamais entre nous l’objet d’aucune divergence »,,,.
Pendant ses dix premières années d’existence, Cité libre n’a pas voulu combattre le duplessisme mais « le dogmatisme sous toutes ses formes, y compris le dogmatisme duplessiste » et elle a toujours cherché à promouvoir « l’épanouissement culturel » et « la libération humaine du Canada français » selon des « prémisses » personnalistes et refusé de fonder son combat sur « l’ethnie » et de « considérer la nation comme la valeur première et le point de départ de sa pensée et de ses entreprises ». Ainsi, Cité libre a toujours combattu les « tendances totalitaires » en politique. « Elle croit à la démocratie, à la liberté personnelle et répudie toutes les formes de globalisme qui prétendent résoudre l'ensemble des problèmes humains par une seule formule magique, que cette formule ait nom fascisme, communisme, marxisme, crédit social ou nationalisme intégral. Nous ne croyons pas aux panacées universelles en politique. Nous voulons considérer chaque problème dans son ordre »,.

### Liberté d’expression
Dès 1950, Cité libre se donne pour objectif premier la défense de la liberté d’expression.

« Comme l'indique le titre de la revue, le combat pour la liberté eut toujours priorité sur tous les autres. Qu'il s'agît de contester l'idéologie dominante clérico-nationaliste ou le conservatisme étouffant imposé par M. Duplessis et son Union nationale, ou encore les pratiques antidémocratiques de l'époque, c'est toujours pour la liberté que nous luttions. Par son existence même, la revue s'inscrivait en faux contre toutes les censures implicites et explicites qui limitaient la liberté d'expression dans notre société : sujets tabous, orthodoxies mineures, dénonciation immédiate de tout propos qui contestait l'idéologie dominante, contraintes de l'index qui interdisaient l'accès à des œuvres capitales et à des pans entiers de la pensée occidentale, etc. Le seul fait d'exprimer notre dissidence et d'aborder les sujets interdits constituait une soupape indispensable à l'avènement éventuel de la Révolution tranquille », écrit Gérard Pelletier. »

### Catholicisme
« Cité libre s’est présentée dès le début comme une revue catholique, indépendante, clairement définie par son équipe en fonction de la foi et des valeurs chrétiennes, mais sans appartenance institutionnelle (une sorte de dissidence) à des autorités religieuses dont la revue critiquait le conformisme et le manque de vision pour l’avenir ».
Guy Cormier, « l’un des plus actifs cofondateurs » de Cité libre selon les sociologues Meunier et Warren, confirme clairement cette position quand il écrit dans le numéro 1 de la revue :

« Nous voulons d’un Québec chrétien mais chrétien par le dedans — ce qui est bien plus difficile — et non d’un État politico-religieux qui brime les consciences et caricature, aux yeux des voisins et de ses propres enfants, un catholicisme qui transcende l’Histoire et les régimes politique. Nous demandons un redressement des définitions. Nous demandons que le religieux se nomme le religieux, que le politique se nomme le politique. La confusion du spirituel et du temporel, du royaume de Dieu et de celui de César, confusion entretenue au seul profit des intérêts égoïstes et de l'orgueil démesuré des docteurs de toute robe a suffisamment duré. Quand votre oui sera un oui et votre non un non, nous entrerons d'un pas joyeux dans la maison. D’ici là, nous troublerons votre repos. »

### Personnalisme
Cité libre, fondée par d’anciens jécistes, s’inspirait tellement des idées d’engagement alors en vigueur dans la catholicité française « qu’un Pierre Vallières pourra prétendre qu’elle n’était tout bien pesé qu’une courroie de transmission de la revue Esprit ». (…) « Un écrivain comme Fernand Dumont, un cité-libriste de la première heure comme Guy Cormier, par exemple, ne se sont pas fait faute, lors de leurs séjours en sol français, de participer eux aussi à des réunions de la revue Esprit et de prendre contact avec la gauche catholique ». (…) Or la facture des idées que soumet à débat la revue Esprit peut se ramener à une philosophie à la fois cohérente et concrète dont on n’a jusqu’ici que peu souligné l’importance dans l’histoire des idées : le personnalisme. N’est-ce pas ce que confiaient Gérard Pelletier et Pierre Elliott Trudeau eux-mêmes lorsque, revenant sur l’idéologie de la revue de sa fondation jusqu’à leur départ pour la politique active, ils déclaraient avoir toujours « prêché une conception personnaliste de la société ? ».

## Les Cahiers deCité libre(1966-1971)
Cité libre devient ensuite une publication trimestrielle puis saisonnière sous le titre Cahiers de Cité libre (1966-1971). Au cours de cette période, dix-sept cahiers sont publiés, chacun traitant d’un thème particulier. Ainsi, trois Cahiers paraissent en 1966, quatre en 1967, trois en 1968, 1969,1970 et un seul (le dernier) en 1971. 
Le dernier numéro des Cahiers de Cité libre paraît à l’hiver 1971. Il s’agit d’un dossier de 126 pages signé Jean Pellerin dont le grand titre ou thème est « Le XXIe siècle est commencé ». Dans cet ouvrage, Jean Pellerin « tente de découvrir, à travers les aspirations et les attitudes de la jeunesse contemporaine, ce que sera le monde de demain, et son diagnostic est plus optimiste que pessimiste. Après les décennies troublées qu'elle traverse présentement, il est à prévoir que la société nord-américaine connaîtra une ère de sérénité où le mieux-vivre l'emportera sur le niveau de vie, préoccupation harassante des générations présentes.

## Cité libre(1991-2000)
Cité libre, sous quelque forme que ce soit, cesse de paraître de janvier 1972 à juin 1990. Elle « revient », pour reprendre le terme de l’éditorial, en juillet-août 1991 sous son titre originel de Cité libre, sous la direction d’Anne-Marie Bourdouxhe,.
De 1991 à 2000, cinquante-trois numéros de Cité libre sont publiés à une fréquence irrégulière. Ainsi, cinq numéros sortent en 1991, neuf en 1992, quatre en 1993, six en 1994 et 1995, cinq en 1996, 1997, 1998, quatre en 1999 et 2000.
L’ultime dernier numéro sort à l’automne 2000, alors sous la co-direction de Max Nemmi et Monique Nemmi. Ce numéro, qui marque le 50e anniversaire de Cité libre (vol XXVIII, no 4), est un numéro spécial « Hommage à Trudeau ».